# لاجوانتی
لاجوانتی (به هندی: Lajwanti) فیلمی محصول سال ۱۹۵۸ و به کارگردانی نارندرا سوری است. در این فیلم بازیگرانی همچون نرگس دات، بالراج ساهنی، لیلا میشارا ایفای نقش کرده‌اند.